# Johannes Baptist Anton von Federspiel

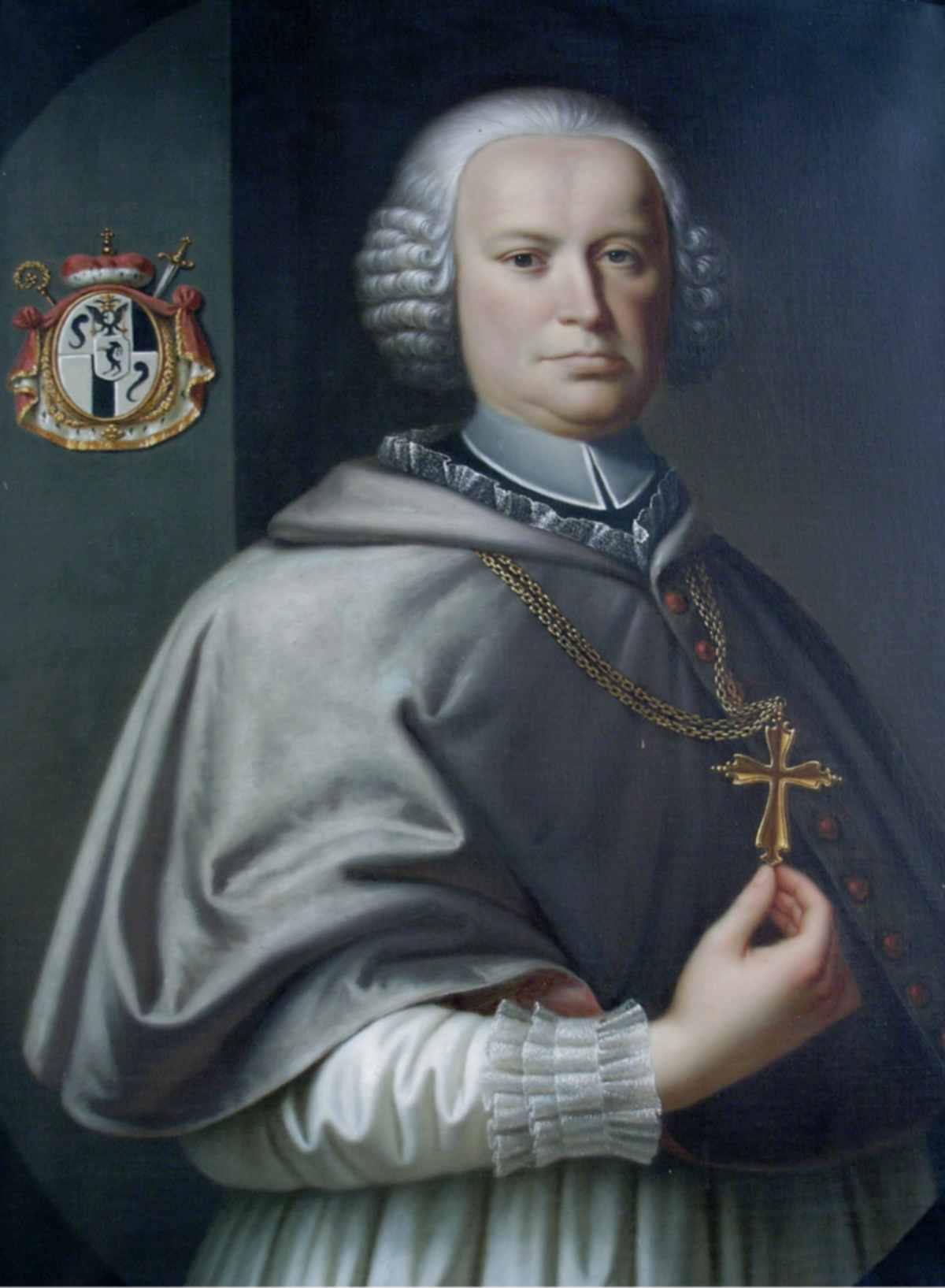
Johann Baptist von Federspiel

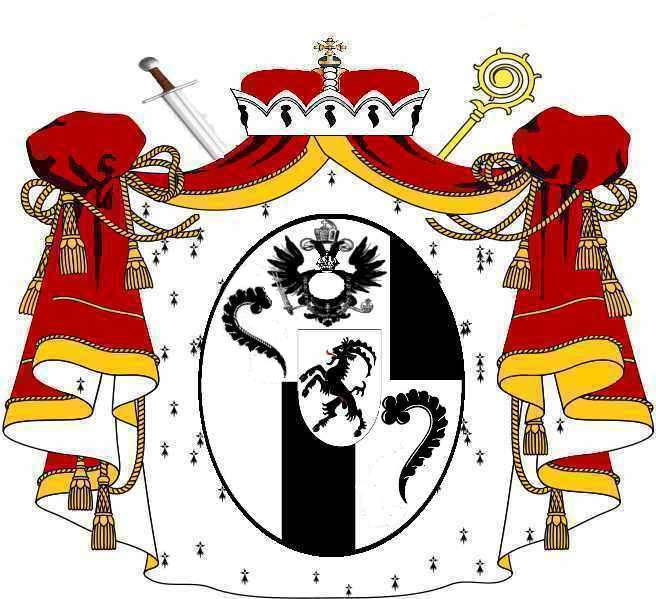
Wappen als Fürstbischof von Chur (1755–1777)

Johann Baptist Anton von Federspiel (* 23. Oktober 1708 auf Schloss Fürstenburg im Vinschgau; † 27. Februar 1777 in Chur) war römisch-katholischer Bischof des Bistums Chur.

## Familie
Dienstleute und Edelknechte im Bündner Land sollen die Federspiel gewesen sein. In einer Urkunde im Kloster Disentis wird 1283 ein Heinrich von Väderspill genannt. Nachweise über die Familie gibt es nicht, da die Kirchenbücher von Domat 1776 durch Brand vernichtet wurden. Pankraz Federspiel, Landammann (Bürgermeister) der Herrschaft Rhäzüns war der Vater von Johann Federspiel und Großvater von Ulrich Federspiel, dessen Bruder war Luzius Rudolf Federspiel Freiherr zu Lichtenegg in Mals bei Meran. Sein Sohn Johann Baptist Anton Federspiel war von 1755 bis 1777 Fürstbischof von Chur. Mitte des 19. Jahrhunderts starb die freiherrliche Linie im Mannesstamme aus.

## Leben
Johann Baptist Anton war der älteste Sohn des bischöflichen Kastellan und Schlosshauptmann Luzius Rudolf von Federspiel, aus Domat/Ems und seiner Ehefrau Maria Anna Elisabeth Freiin von Rost, Schwester des Bischofs Joseph Benedikt von Rost. Sein Onkel väterlicherseits war Bischof Ulrich von Federspiel.
Er besuchte die Klosterschule der Benediktiner-Abtei Marienberg, ging 1724 nach Innsbruck, 1726 an die Universität Dillingen an der Donau und studierte von 1727 bis 1731 Theologie am Pontificium Collegium Germanicum et Hungaricum de Urbe in Rom. Am 22. Juli 1731 empfing er die Priesterweihe. Bereits 1724 wurde er Kanoniker am Dom zu Chur, 1739 Domkantor und 1743 Domdekan.
Am 3. Februar 1755 wurde er als Nachfolger seines am 12. November 1754 verstorbenen Onkels Josef Benedikt von Rost zum Bischof von Chur gewählt. Da der neue Bischof von Chur, wie schon seine Vorgänger, den Schwur auf die „Sechs Artikel“ vom 6. August 1541 (u. a. Status quo in Glaubenssachen, Bischöfe nur aus den Reihen des Gotteshausbundes) nicht leistete, verweigerte ihm der Gotteshausbund die Anerkennung. Papst Benedikt XIV. bestätigte die Wahl am 21. Juli 1755. Die Bischofsweihe spendete ihm am 14. September 1755 im Brixner Dom der Bischof von Brixen Leopold Maria Joseph von Spaur. Am 23. März 1757 erhielt er von Kaiser Franz I. Stephan die Reichsregalien mit dem Titel „Geistlicher Reichsfürst“.
Die aufklärerische Tendenz staatlicher Einmischung in kirchliche Belange bekam auch Bischof Johann Anton von Federspiel zu spüren. Er protestierte gegen die Einführung des neuen Katechismus des Begründers des biblischen Geschichtsunterricht und Schulreformers Benedict Strauch. Er widersetze sich der Forderung von 1755, nach der die Besetzungen von neuen Pfarrstellen durch einen landesfürstlichen Kommissar bestimmt werden sollten, und der Sonderbesteuerung des Klerus. Mit seinen Protesten und Weigerungen hatte er nur zum Teil Erfolg, in Tirol und Liechtenstein musste er die staatliche Kontrolle des Kirchenwesens hinnehmen.
Er beabsichtigte, in Chur ein Jesuitenkolleg zu errichten, dieses Projekt scheiterte aber an der Aufhebung des Jesuitenordens 1773 durch Papst Clemens XIV. Die Räumlichkeiten des Kollegs in Feldkirch als Diözesanseminar zu erhalten, ist ihm nicht gelungen. Die Studienfreiplätze an der Universität Dillingen hingegen konnten für Studenten aus dem Bistum Chur gerettet werden. Es gelang ihm auch, die Beziehungen zum Gotteshausbund und zur Stadt Chur verbessern. Er galt auch als Förderer der Herz-Jesu-Verehrung in seinem Bistum.
Der am 27. Februar 1777 an den Folgen eines Schlaganfalls verstorbene Bischof Johann Baptist Anton von Federspiel wurde in der Bischofsgrablege im südlichen Seitenschiff der Kathedrale St. Mariä Himmelfahrt in Chur beigesetzt.